# Север-северозапад
Север-северозапад (енгл. North by Northwest) је амерички шпијунски трилер из 1959. године, режисера и продуцента Алфреда Хичкока, док су у главним улогама Кери Грант, Ева Мари Сејнт, Џејмс Мејсон и Џеси Ројс Ландис. Сценарио је написао Ернест Леман, који је хтео да напише „Хичкоков филм који ће окончати све Хичкокове филмове”.
Север-северозапад је прича о невином човеку кога су агенти мистериозне организације помешали са шпијуном, и кога прогоне широм Сједињених Држава, покушавајући да га спрече да блокира њихов план за кријумчарење микрофилма који садржи владине тајне. Ово је један од неколико Хичкокових филмова за које је музику компоновао Бернард Херман и уводну секвенцу наслова графичког дизајнера Сола Баса, и обично се наводи као први филм који је у уводном тексту користио проширену употребу кинетичке типографије.
Север-северозапад је увршћен међу канонске Хичкокове филмове из 1950-их и многи критичари га сматрају једним од најбољих филмова икада снимљених. 1995. године, Конгресна библиотека је изабрала филм за чување у Националном регистру филмова, као „културно, историјски и естетски значајан”.

## Радња
Године 1958, два човека у хотелском бару у Њујорку чују конобара како позива Џорџа Каплана, кога они траже. Када извршни директор рекламирања, Роџер Торнхил, позове истог конобара, они га замењују са Капланом, киднапују га, доводе на имање Лестера Таунсенда на Лонг Ајленду, где га испитује шпијун Филип Вандам. Вандам се не обазире на Торнхилову изјаву да су га помешали са неким, и договара његову смрт у инсценираној саобраћајној несрећи због вожње у пијаном стању. Торнхил преживљава, али бива ухапшен због вожње у алкохолисаном стању. Торнхил не успева да убеди мајку и полицију у то што се догодило. Полиција одлази са њим у Таунсендову кућу, где једна жена каже да се пијан појавио на њеној вечери. Такође каже да је Таунсенд дипломата Уједињених нација.
Торнхил и његова мајка одлазе у Капланову хотелску собу. Њега нема, па се ушуњају унутра. Торнхил се јавља на собни телефон, кога агенти зову из предворја. Он успева да им побегне и одлази до зграде Генералне скупштине Уједињених нација, где се састаје са Таунсендом − за кога се испоставља да није онај човек кога је упознао на Лонг Ајленду. Један од агената баца нож и Таунсенд пада мртав. Торнхила фотографишу док држи тај нож, стварајући дојам да је он убица; Торнхил бежи и покушава да пронађе правог Каплана.
Владина обавештајна агенција схвата да су Торнхила погрешно заменили са Капланом, али одлучују се да га не спасу, из страха да не угрозе њихову операцију: Каплан је непостојећи агент кога су они створили за план да осујете Вандама.
Торнхил се ушуња у воз који иде до Чикага. На возу упознаје Ив Кендал, која га скрива од полиције, и њих двоје улазе у везу − с њене стране јер она потајно ради са Вандамом. Касније говори Торнхилу да је договорила састанак са Капланом на изолованој сеоској аутобуској станици. Торнхил га тамо чека, али напада га авион за запрашивање. Након покушаја да се сакрије у пољу кукуруза, он закорачи испред камиона са цистерном; камион кочи и авион се руши на њега, омогућавајући му да побегне.
Торнхил стиже до Каплановог хотела у Чикагу. Каплан се већ био пријавио пре времена када је Кендалова тврдила да је разговарала са њим. Торнхил одлази у њену собу и суочава се са њом; она одлази. Прати је до аукције уметничких дела, где проналази Вандама како купује мексичку статуу. Вандам оставља своје агенте да се обрачунају са Торнхилом; како би успео да побегне, Торнхил омета аукцију све док неко не позове полицију, која га приводи. Открива им да је он бегунац-убица, али они га предају шефу владине агенције, „Професору”, који му открива да је Каплан измишљен да одврати Вандама од стварног владиног агента: Ив Кендал. Торнхил пристаје да јој помогне да одржи своју маску.
У Маунт Рашморовом центру за посетиоце, Торнхил − који сада вољно игра улогу Каплана − преговара са Вандамом о предаји Кендалове, која ће бити ухапшена. Кендалова упуца Торнхила, наизглед смртоносно, и бежи. Међутим, њен пиштољ је био пун ћорака.
После тога, Професор договара састанак Торнхила и Кендалове. Торнхил сазнаје да Кендалова мора да крене авионом са Вандамом и Леонардом. Покушава да је одврати од одласка, али бива онесвешћен и закључан у болничкој соби. Торнхил бежи од Професоровог надзора и одлази у Вандамову кућу да спаси Кендалову.
Торнхил у кући чује да скулптура садржи микрофилм и да је Леонард открио ћорке које су остале у Кендалином пиштољу. Вандам наговештава да ће Кендалову убити избацивањем из авиона. Торнхил успева да је упозори скривеном поруком. Вандам, Леонард и Кендалова крећу према авиону. Док се Вандам укрцава, Кендалова узима скулптуру и трчи до прогоњеног Торнхила. Њих двоје беже на врх планине Рашмор. Док се спуштају низ планину, прогањају их Вандамови агенти, укључујући Леонарда, кога чувар парка убија. Вандама приводи Професор.
Кендалова се у међувремену једва држи на литици планине. Торнхил посеже доле да је повуче, а у том тренутку сцена се своди на њега како је вуче − сада као нову госпођу Торнхил − у горњи лежај у возу. Воз затим улази у тунел.

## Улоге
| Глумац           | Улога              |
| ---------------- | ------------------ |
| Кери Грант       | Роџер Торнхил      |
| Ева Мари Сејнт   | Ив Кендал          |
| Џејмс Мејсон     | Филип Вандам       |
| Џеси Ројс Ландис | Клара Торнхил      |
| Лео Г. Керол     | Професор           |
| Џозефин Хачинсон | „госпођа Таунсенд” |
| Филип Обер       | Лестер Таунсенд    |
| Мартин Ландау    | Леонард            |